# Unterseeboot 351
Le Unterseeboot 351 (ou U-351) est un sous-marin allemand (U-Boot) de type VII.C utilisé par la Kriegsmarine (marine de guerre allemande) pendant la Seconde Guerre mondiale.

## Construction
L'U-351 est un sous-marin océanique de type VII C. Construit dans les chantiers de Flensburger Schiffbau-Gesellschaft à Flensbourg, la quille du U-351 est posée le 4 mars 1940 et il est lancé le 27 mars 1941. L'U-351 entre en service deux mois plus tard.

## Historique
Mis en service le 20 juin 1941, l'Unterseeboot 351 sert de navire pour la formation des équipages à Pillau au sein de la 26. Unterseebootsflottille jusqu'au 31 mars 1942, puis l'U-351 intègre la 24. Unterseebootsflottille, à Memel, toujours en tant que navire d'entrainement. Le 1er juillet 1944, il est transféré dans la 22. Unterseebootsflottille à Gotenhafen, toujours pour la formation des équipages. Il rejoint le 1er mars 1945 la 4. Unterseebootsflottille à Stettin.
L'Unterseeboot 351 n'a donc jamais effectué de patrouille, étant depuis le début de sa carrière opérationnelle utilisé comme navire école pour la formation et l'entrainement des équipages.
La fin de la guerre arrivant, et à la suite de l'ordre donné (Opération Regenbogen) le 30 avril 1945 par l'amiral Karl Dönitz de saborder les navires de la Kriegsmarine afin qu'ils ne soient pas capturés par les forces alliées, l'U-Boot U-351 est sabordé le 5 mai 1945 à Horup Haff (de) à l'est de Flensbourg, à la position géographique de 54° 53′ N, 9° 50′ E. Il est démoli en 1948.

## Affectations
- 26. Unterseebootsflottille à Pillau du 20 juin 1941 au 31 mars 1942 (entrainement).
- 24. Unterseebootsflottille à Memel du 1er avril 1942 au 30 juin 1944 (entrainement).
- 22. Unterseebootsflottille à Gotenhafen du 1er juillet 1944 au 28 février 1945 (navire-école).
- 4. Unterseebootsflottille à Stettin du 1er mars au 5 mai 1945 (entrainement).

## Commandements
- Oberleutnant zur See Karl Hause du 20 juin au 14 décembre 1941
- Kapitänleutnant Günther Rosenberg du 15 décembre 1941 au 24 août 1942
- Oberleutnant zur See Eberhard Zimmermann du 25 août 1942 au 25 mai 1943
- Oberleutnant zur See Götz Roth du 26 mai au 5 octobre 1943
- Oberleutnant zur See Helmut Wicke du 13 décembre 1943 au 30 juin 1944
- Oberleutnant zur See Hans-Jürgen Schley du 1er juillet 1944 au 19 mars 1945
- Oberleutnant zur See Hugo Strehl du 20 mars au 5 mai 1945

## Patrouilles
L'U-351 n'a pas participé à des patrouilles pendant sa vie opérationnelle.

### Opérations Wolfpack
L'U-351 n'a pas opéré avec les Wolfpacks (meute de loups) durant sa carrière opérationnelle.

## Navires coulés
L'Unterseeboot 351 n'a ni coulé ni endommagé de navire ennemi, n'ayant pas participé à de patrouille.

### Source et bibliographie
- (en) Cet article est partiellement ou en totalité issu de l’article de Wikipédia en anglais intitulé « German submarine U-351 » (voir la liste des auteurs).
- Chris Bishop, historien militaire (trad. de l'anglais par Christian Muguet), Les sous-marins de la Kriegsmarine : 1939-1945 : le guide d'identification des sous-marins [« The spellmount submarine identification guide : Kriegsmarine U-boats 1939-1945 »], Paris, Éd. de Lodi, 2008, 192 p. (ISBN 978-2-84690-327-1, OCLC 470721805, BNF 41298980)